# رؤیاهای شیرین (از این ساخته شده‌اند)
«رؤیاهای شیرین (از این ساخته شده‌اند)» (به انگلیسی: Sweet Dreams (Are Made of This)) تک‌آهنگی از یوریتمیکس است که در سال ۱۹۸۳ میلادی منتشر شد.
این تک‌آهنگ در بسیاری از چارت‌های موسیقی از جمله او۳ تاپ ۴۰ اتریش، فلاندرز بلژیک و جدول موسیقی سوئیس جزو ده ترانهٔ اول قرار گرفت.
در سال ۱۹۹۵ مریلین منسن این ترانه را به صورت کاور اجرا کرد.